# Álvaro Brun
Álvaro Nicolás Brun Martínez, noto semplicemente come Álvaro Brun (Montevideo, 10 aprile 1987), è un calciatore uruguaiano, centrocampista del Terremoto.

## Caratteristiche tecniche
È un mediano.

## Carriera
È cresciuto nel settore giovanile del Fénix. Dal 2013 al 2015 ha giocato in Argentina, collezionando 34 presenze in Primera B Metropolitana con il Gimnasia (J).

## Palmarès
- Campionato uruguaiano di seconda divisione: 1

Torque: 2019